# ذلب شبه سنبلي
ذلب شبه سنبلي (الاسم العلمي:Sansevieria subspicata) هو نوع من النباتات يتبع جنس الذلب من الفصيلة الهليونية.